# Pokabius linsdalei
Pokabius linsdalei är en mångfotingart som beskrevs av Chamberlin 1941. Pokabius linsdalei ingår i släktet Pokabius och familjen stenkrypare. Inga underarter finns listade i Catalogue of Life.